# Once:Once
Once:Once es el primer álbum de larga duración de la banda colombiana D-formes, Que salió a la venta en este país el 6 de junio de 2009. El primer sencillo del disco, Buscando Una Senal, tuvo gran aceptación, pero opiniones encontradas, debido al cambio de género y al no tener voces rasgadas en ella. Esta canción, junto otras 3 del disco, fueron parte de la banda sonora de la novela de MTV, Ninas Mal. Este álbum es considerado como uno de los discos de rock colombiano más importantes del 2009, según la revista shock.

## Canciones
Letra y música por D-formes

| N.º   | Título                        | Música                                         | Duración |  |
| 1.    | «Once:Once»                   | Morales, Valenzuela, Landinez, Guerrero, Pérez | 1:54     |  |
| 2.    | «Lo Que Puedes Ver»           | Morales, Valenzuela, Landinez                  | 3:53     |  |
| 3.    | «Buscando Una Señal»          | Morales, Valenzuela, Pérez, Pyngwi             | 3:16     |  |
| 4.    | «Cuanto Ocultas»              | Morales, Valenzuela, Landinez, Guerrero        | 3:52     |  |
| 5.    | «Revez»                       | Morales                                        | 3:40     |  |
| 6.    | «Un Capítulo Para Olvidar»    | Morales, Valenzuela, Pyngwi                    | 4:20     |  |
| 7.    | «Siente El Miedo»             | Morales, Valenzuela, Landinez                  | 4:32     |  |
| 8.    | «Desaparecer» (Nueva Versión) | Morales, Valenzuela, Landinez, Guerrero, Pérez | 4:09     |  |
| 9.    | «En Un Lugar (Allá estaré)»   | Morales, Valenzuela, Landinez, Guerrero, Pérez | 3:26     |  |
| 10.   | «Carta» (Nueva Versión)       | Morales, Pérez, Guerrero                       | 3:37     |  |
| 11.   | «Distancias» (Nueva Versión)  | Morales                                        | 4:01     |  |
| 52:50 |                               |                                                |          |  |

## Personal
| D-formes - Leo Valenzuela - Voz - JuanDa Morales Voz \| Guitarra - Juan Pablo Landinez - Guitarra - Isaac Guerrero - Bajo - Juan Camilo Pérez - Batería Personal en Artyco Records - Pyngwi (enlace roto disponible en Internet Archive; véase el historial, la primera versión y la última). - Productor Musical - Andres Lote - Ingeniero de Grabación - Boris Milan - Ingeniero de Mezcla @ Milan Studios - Troy Glessner - Ingeniero de Masterización @ Spectre Studios Personal en Audiovision - Roy Canedo - Productor Musical - Mauricio Cano - Ingeniero de Grabación - John Naclerio - Ingeniero de Mezcla @ Nada Recording - Troy Glessner - Ingeniero de Masterización @ Spectre Studios | Créditos Generales - Roy Canedo - Músico Invitado - Marco Rodríguez - Músico Invitado - Glenn Thomas - Dirección de Arte - Roxanne Hartridge - Fotografía de Arte - Nicole Kloosterboer - Diagramación para sencillo - Rafael Pineros - Fotografía para Álbum - German Prieto - Fotografía para Medios Digitales - Melisa Machuret - Fotografía para Medios Digitales - Backstage - Backline |